# Barry St Leger
Barry St Leger (Barrimore Matthew St Leger), né dans le comté de Kildare en Irlande le 1er mai 1733, est un officier britannique. Il participa à la guerre de Sept Ans et à la guerre de la révolution américaine. 

## Biographie
Il a étudié à Eton en Angleterre, puis à Cambridge où il devint membre du conseil d’administration de Peterhouse. Il entra dans l'armée en 1756 et servit sous les ordres de James Abercromby en 1757. En 1758, il prit part au siège de Louisbourg. Il prit part à l’expédition menée par James Wolfe sur Québec en 1759. Il fut nommé major de brigade en juillet 1760, et participa en tant qu’officier d’état-major à la campagne dirigée contre Montréal par James Murray. Le 16 septembre 1762, il fut promu major dans le 95e d’infanterie.
St Leger contribua en 1776 aux opérations qui forcèrent les Américains à battre en retraite de Québec jusqu’au fort Ticonderoga. Le 23 juin 1777, il partit de Montréal pour atteindre Fort Oswego le 25 juillet. Le 2 août il se rend au fort Stanwix. Durant une rude bataille qui se déroula près d’Oriskany, les Américains furent mis en déroute le 6 août. 
Il retourna au Canada pour rejoindre le général John Burgoyne, mais ce dernier capitula à Saratoga avant que St. Leger n'arrive à Ticonderoga. St Leger commanda une unité de rangers cantonnée à Montréal pendant le reste de la guerre. Il échoua dans sa tentative de capturer le général américain Philip Schuyler. Il échoua aussi à convaincre les représentants du Vermont et Ethan Allen lors d’une réunion tenue à Ticonderoga de rétablir leur allégeance à la couronne. Cependant, la guerre se termina lors de la capitulation du lieutenant général britannique Charles Cornwallis à Yorktown.
Après la révolution américaine, St Leger continua de servir au Canada. Promu officiellement général de brigade, il fut quelque temps commandant des troupes britanniques lorsque Frederick Haldimand eut quitté la colonie en novembre 1784. Incommodé par sa mauvaise santé, il céda son poste de commandant à Henry Hope en octobre 1785. 